# Sci di fondo all'VIII Festival olimpico invernale della gioventù europea
Le gare di sci di fondo al VIII Festival olimpico invernale della gioventù europea si sono svolte dal 20 al 22 febbraio 2007 a Jaca, in Spagna.
Sono state disputate due gare maschili, due gare femminili e una mista, per un totale di 5 gare.

## Podi

### Ragazzi
| Evento   | Oro                  | Argento          | Bronzo        |
| 7,5km TC | Sebastian Eisenlauer | Mattia Pellegrin | Petr Sedov    |
| 10km TL  | Tim Tscharnke        | Petr Sedov       | Maxim Kovalev |

### Ragazze
| Evento   | Oro                  | Argento              | Bronzo           |
| 5km TC   | Alevtina Tanygina    | Marthe Kristoffersen | Johanna Heinanen |
| 7,5km TL | Marthe Kristoffersen | Kristin Gausen       | Monique Siegel   |

### Gare miste
| Evento    | Oro    | Argento  | Bronzo   |
| Staffette | Russia | Germania | Norvegia |